# ヤバい経済学
『ヤバい経済学』（ヤバいけいざいがく、原題: Freakonomics）は、スティーヴン・デヴィッド・レヴィット、スティーブン・ジョセフ・ダブナーによって書かれた本。映画化もされる。

## 概要
2006年4月発売。世の中の事象を経済学的に分析して洗い出す。
本書を原作とした映画（en:Freakonomics (film)）が製作され、日本では2011年に公開される。アレックス・ギブニー、セス・ゴードン、モーガン・スパーロックらが監督陣。
2010年には全世界で400万部を超える。続編である『超ヤバい経済学』が発売される。
2016年、シリーズ累計で700万部を超える。続編である『ヤバすぎる経済学』が発売される。